# Magda Ericson
Pour les articles homonymes, voir Ericson et Galula.
Magda Ericson, ou Magda Galula Ericson, née Magda Galula le 18 décembre 1929 à Tunis (alors au sein du protectorat français de Tunisie), est une physicienne française d'origine tunisienne. Son travail de doctorat expérimental pionnier a changé la compréhension des phénomènes critiques près du point de Curie et plus tard dans sa carrière, elle s'est fait connaître pour son développement théorique de la correction Ericson-Ericson Lorentz-Lorentz, qu'elle a codécouvert au côté du physicien suédois Torleif Ericson (en). Elle est également une pionnière dans l'interprétation de l'effet EMC (en).
Spécialiste de physique nucléaire, elle est surtout connue pour ses travaux sur les pions.

## Biographie

### Famille et formation
Née en Tunisie, Magda Ericso passe le baccalauréat en 1947 au lycée d'Alger. Elle suit ensuite les classes préparatoires universitaires scientifiques au Lycée Bugeaud de 1947 à 1949.
Élève de l'École normale supérieure de jeunes filles (promotion 1949), elle est reçue première au concours d'agrégation de sciences physiques en 1953.
Elle est la cousine de l'officier et théoricien militaire David Galula et la tante du mathématicien Jean-Michel Bismut.
Elle est mariée à son collègue suédois Torleif Ericson (en), avec qui elle a deux enfants.

### Parcours professionnel
De 1953 à 1959, elle est attachée de recherche au Centre national de la recherche scientifique (CNRS) au Centre CEA de Saclay, travaillant principalement sur la diffusion des neutrons lents appliqué au magnétisme. Elle prépare également sa thèse de doctorat en physique expérimentale, qu'elle soutient à la Sorbonne en 1958. Selon J. Friedel « L'accord [du modèle de van Hove] avec les mesures d'Ericson [est] assez bon pour eux [le futur lauréat du prix Nobel Pierre-Gilles de Gennes et Magda Ericson] pour présenter leurs thèses en succession rapide ». Les résultats pionniers d'Ericson démontrent la puissance de la diffusion des neutrons lents pour étudier la matière condensée.
Malgré ces acquis, son intérim au CNRS n'est pas renouvelé en 1959. Pour des raisons de santé, elle abandonne les expériences au profit de recherches théoriques, d'abord en physique des plasmas. Elle reçoit une bourse Fulbright et passe un an, en 1959-60, au Massachusetts Institute of Technology (MIT) en tant que postdoctorante dans le groupe de physique des plasmas de Sanborn C. Brown. Au cours de cette période, elle trouve l'explication d'une striction de plasma observée de manière inattendue.
À son retour, elle devient maître de conférences à l'université de Lyon à partir de 1960. Elle est promue au titre de professeur en 1967, un poste qu'elle conserve jusqu'à sa retraite officielle en 1995. Parallèlement, ses recherches se poursuivent au CERN, en tant qu'associée scientifique (non rémunérée) à temps partiel, un statut qu'elle détient depuis 1963. En 1969 et 1970, elle est également chercheuse associée au MIT. Elle poursuit ses recherches et publie activement, à ce jour (2022), en tant que professeur émérite.

### Recherche ultérieure
De retour en Europe, elle abandonne une carrière en physique expérimentale pour se tourner vers la physique théorique dans le sous-domaine tout juste émergent à l'intersection de la physique nucléaire et des particules, notamment concernant le rôle du pion dans un contexte nucléaire. C'est une décision heureuse puisqu'il s'avère plus tard que son nouveau champ de physique de pion-nucléaire a de diverses analogies utiles à son champ précédent dans la matière condensée. Un exemple majeur est l' effet Ericson-Ericson Lorentz-Lorenz pour les pions à faible énergie, qu'elle examine en détail avec Torleif Ericson dans un article de base en 1966, lequel est, au fil du temps, largement cité,.
À la suite des développements des théorèmes de basse énergie des pions, et CACP (en) en physique des particules élémentaires, elle applique en 1969 ces techniques aux interactions à l'energie de seuil pion-noyau, où la taille finie du noyau présente un obstacle conceptuel. Cela l'amène à étudier ce phénomène dans une perspective plus large. Elle découvre que les équations pion-nucléaire de basse énergie ont une contrepartie presque exacte dans les équations de Maxwell pour un milieu polarisé. Cela conduit à comprendre comment une propriété fondamentale de la désintégration bêta des neutrons libres est modifiée dans l'environnement nucléaire par un effet pion, qui explique pourquoi les transitions Gamow–Teller, aux basses énergies, ont une intensité diminuée.
Ericson attire l'attention, au début des années 1980, sur le rôle de la physique pionique comme l'une des origines de l'effet EMC.
Plus récemment, ses recherches portent sur les interactions neutrino-nucléaire à plus haute énergie, dont la compréhension est essentielle pour la recherche en physique des particules. Elle donne l'explication de l'effet appelé « anomalie axiale ».
La carrière active d'Ericson s'étend sur plus de sept décennies.

## Contributions scientifiques
La thèse de Magda Ericson sur la dépendance à la température de la diffusion lente des neutrons sur le fer est une importante étude expérimentale pionnière des phénomènes critiques près du point de Curie. Elle est également connue pour ses contributions théoriques à la physique des pions nucléaires, qui est un sous-domaine de la physique nucléaire. Elle et son mari, Torleif Ericson, ont découvert l'effet Ericson-Ericson Lorentz-Lorenz (en) (EELL) du modèle optique pion-nucléaire, qui a des implications pour les interactions électromagnétiques et faibles dans les noyaux. Elle est également l'une des principales chercheuses sur l'interprétation de l'effet EMC. Les contributions de Magda Ericson sont à l'origine du développement de la physique des pions nucléaires en tant que sous-domaine de la physique nucléaire et un grand nombre d'articles sont basés sur ses travaux,. Ericson poursuit ses recherches à ce jour,.

## Distinctions
En 1978, Magda Ericson est nommée chevalier de l'ordre des Palmes académiques.
En 1987, elle est titulaire du « prix Paul-Marguerite-de-la-Charlonie » de l'Académie des sciences française;
En 1992, elle reçoit le prix Gay-Lussac Humboldt « pour ses contributions exceptionnelles à la physique des énergies intermédiaires ».
Le 13 juillet 2015, elle est nommée au grade de chevalier dans l'ordre national de la Légion d'honneur au titre de « professeure émérite des universités en physique à l'université Claude Bernard-Lyon 1 ; 61 ans de services ».

## Pour approfondir